# Милош Шћепановић
Милош Шћепановић (Београд, 9. октобар 1982) је црногорски ватерполиста. Био је члан ватерполо репрезентације Црне Горе на Љетњим олимпијски играма 2008.
Од почетка своје каријере игра за ПВК Јадран са којим је освојио дуплу круну у домаћем првенству 2004., 2005., 2006. и друго мјесто у Европи у сезони 2003/2004, као и титулу првака СЦГ 2003. и Куп Црне Горе 2007. и 2008. године. Са Јадран ЦКБ-ом је у 2009. години освојио прво мјесто у првенству Црне Горе као и 2012.
Био је члан јуниорске репрезентације која је освојила европску златну медаљу 2000. године. На Универзијади у Кореји 2003. године освојио је сребрну медаљу, а са Универзијаде у Турској и Тајланду 2005. и 2007. донио је златне медаље. Најсјајнију медаљу донио је са репрезентацијом Црне Горе са Европског првенства у Малаги 2008. године, а исте године је био на голу репрезентације Црне Горе, која је освојила 4. мјесто на олимпијади у Пекингу.